# Joe Frazier
Joseph William "Smokin' Joe" Frazier (nascut el 12 de gener de 1944 a Beaufort, Carolina del Sud, Estats Units i mort el 7 de novembre de 2011 a Filadèlfia) va ser un campió mundial de boxa en la categoria del pes pesant, actiu principalment en les dècades de 1960 i 1970.

## Biografia
Frazier, considerat un dels grans pesos pesants de la història, és conegut principalment pels seus tres èpics combats amb Muhammad Ali, el primer dels quals, guanyat per Frazier per decisió unànime, és freqüentment esmentat com un dels grans combats de tots els temps.
Frazier perseguia sense pausa als seus rivals, tallant-los ràpidament els angles de fuga amb un estil que va ser comparat amb una locomotora pujant una costa. Guanyà la medalla d'or als jocs olímpics de Tòquio de 1964.
El 1968 Frazier va ser reconegut com a campió mundial per la Comissió de Boxa de Nova York, entitat que va pactar una trobada entre Frazier i Buster Mathis per designar qui havia de succeir Muhammad Ali, a qui se l'havia desposseït del títol per negar-se a servir a l'exèrcit (i probablement ser enviat a la guerra del Vietnam). Frazier va guanyar per K.O.. El títol així obtingut no va ser universalment reconegut, de manera que Frazier va haver de derrotar Jimmy Ellis a 1971 per convertir-se en el campió indiscutit de la categoria.
Va perdre el títol, el 22 de gener de 1973 a Kingston, Jamaica, contra en George Foreman.
Joe Frazier és una llegenda viva de la història de la boxa i d'esports de l'època, en què els inexperts esportistes en el seu afany i el seu amor per l'esport només es dedicaven a aquest, situació la qual era aprofitada pels mànagers, que s'emportaven una bona part dels seus guanys. Per aquesta raó, Frazier, que fou portada de Sports Illustrated, havent estat el primer boxejador dels Estats Units en guanyar una medalla d'or als Jocs Olímpics i també el campionat de pes pesant de boxa professional, derrotant en Muhammad Ali, entre altres èxits, vivia tot i així en una granja on no hi havia res més que una casa vella i un autobús abandonat al seu pati. Amb el pas del temps Frazier va seguir sense poder aprofitar la fortuna que hauria d'haver tingut. Durant els darrers anys, va viure en una petita habitació sobre d'un gimnàs a Filadèlfia, on entrenava boxadors de baix nivell.
El setembre de 2011 va ser diagnosticat amb un càncer de fetge. Va morir el 7 de novembre de 2011 a Filadèlfia, Pennsilvània, després de romandre unes setmanes hospitalitzat.